# Hypsopygia mauritialis
Espèce
Synonymes
- Asopia mauritialis Boisduval, 1833
- Endotricha crobulus Lucas, 1891
- Hypsopygia atralis Caradja, 1932
- Hypsopygia laticilialis Ragonot, 1891
- Hypsopygia maritialis
- Hypsopygia pfeifferi Amsel, 1954
- Pyralis lucillalis Walker, 1859
- Paraglossa mauritialis
- Pyralis regalis Walker, 1865
- Pyralis ducalis Walker, 1865

Hypsopygia mauritialis est un insecte lépidoptère de la famille des Pyralidae.
On le trouve en Afrique, en Asie, en Australie et sur des îles du Pacifique et de l'Océan Indien.
Son envergure est d'environ 16-21 mm et ses chenilles se nourrissent des vieux nids de Vespinae (guêpes) y compris du genre Polistes.

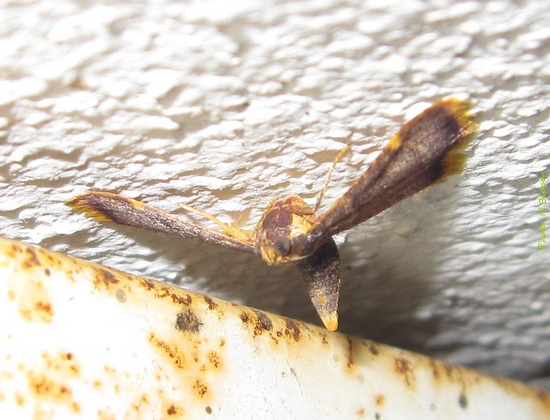
Hypsopygia mauritialis en éveil